# Обикновено конопарче
Обикновеното конопарче (Carduelis cannabina) е птица от семейство Чинкови. Среща се и в България.

## Физически характеристики
Дължина на тялото: 12 – 14 cm. Мъжките са с червени чело и гърди и сива глава. Гърбът е кафеникав без петна при мъжките и слабо напетнен при женските. Женските са почти целите сиви. Клюнът е тъмносив.

## Начин на живот и хранене
Конопарчето предимно се храни със семена. Той зиме слиза попаркове и поляни за търси храна. И често се отглежда по домовете. От тази птица често люпят хибриди смесвайки я с други видове птици, често я смесват канарчета.ньпьиь

## Размножаване
Те се размножават в периода април-май. Женската мъти от 4 – 6 яйца и между гъсти храсти